# パトリシア・ピッチニーニ
パトリシア・ピッチニーニ（Patricia Piccinini）はオーストラリアの芸術家。
1965年シエラレオネのフリータウンに生まれ、1972年に家族と共にオーストラリアへ移住した。経済史を学習した後、メルボルンの芸術学校に入校した。彼女のマルチメディア作品にはTruck Babiesシリーズや2003年ヴェネツィア・ビエンナーレのオーストラリア代表作品となった展示物We are Familyがある。ピッチニーニの作品メディアは絵画、彫刻、映像、音声、ジオラマ、デジタルプリントなど幅広い。
その主な主題は彼女が興味を持つ生命倫理、バイオテクノロジー、環境などの世界の問題である。彼女の作品は広く国際的認知を得た。
ピッチニーニが好むのは彼女の言うところの「しばしばもっともらしい人工と自然の区別」の探求である。彼女は我々の生命の分類に対し、生命、自然そして我々の建造した人工世界の間の関係と違いを陳列することで、挑戦をしている。これが彼女がヒトの生理と技術の進展とを結びつける理由である。